# REV Classic
La REV Classic, fou una cursa ciclista cursa d'un dia que es disputà per les carreteres dels voltants de Cambridge, a Nova Zelanda. La primera edició es disputà el 2006 i el 2016 es disputà la darrera edició. El 2015 i 2016 la cursa forma part de l'UCI Oceania Tour, amb una categoria 1.2.

## Palmarès
| Any  | Vencedor          | Segon            | Tercer           |
| ---- | ----------------- | ---------------- | ---------------- |
| 2006 | Geoffrey Burndred | Eric Drower      | Scott Guyton     |
| 2007 | Geoffrey Burndred | Matthew Haydock  | Samuel Eadie     |
| 2008 | Gordon McCauley   | Michael Northey  | Justin Kerr      |
| 2009 | Gordon McCauley   | Roman Van Uden   | Mark Langlands   |
| 2010 | Patrick Bevin     | Gordon McCauley  | Michael Torckler |
| 2011 | Scott Lyttle      | Roman Van Uden   | Taylor Gunman    |
| 2012 | Jeremy Vennell    | James Oram       | Michael Northey  |
| 2013 | Shem Rodger       | Hayden McCormick | Roman Van Uden   |
| 2014 | Patrick Bevin     | Sam Lindsay      | Hayden McCormick |
| 2015 | Patrick Bevin     | James Oram       | Michael Torckler |
| 2016 | Dion Smith        | Mark O'Brien     | Taylor Gunman    |
| 2017 |                   |                  |                  |